# 艾莫·卡洛·卡扬德
艾莫·卡洛·卡扬德（芬蘭語：Aimo Kaarlo Cajander，1879年4月4日—1943年1月21日），芬兰林业科学创始人。
卡扬德1901年毕业于赫尔辛基大学。后去德国学习，1908年成为芬兰的第一位造林学教授。1922～1939年间曾数度出任芬兰总理，并长期担任芬兰国会议员。
著有《造林學》和《樹木學》等。有6種植物以他的名字命名。